# Mons, Charente
Mons là một xã thuộc tỉnh Charente trong vùng Nouvelle-Aquitaine tây nam nước Pháp. Xã này có độ cao trung bình 85 mét trên mực nước biển.